# Іван Рибар
Іван Рибар (хорв. Ivan Ribar, 21 січня 1881 — 2 лютого 1968) — югославський політичний і військовий діяч хорватського походження. Доктор права.

## Біографія
Народився 21 січня 1881 року в хорватському селі Вукманич (нині — частина міста Карловац), що належало тоді Австро-Угорщині. Протягом історії Югославії займав ряд відповідальних державних посад: Голова Королівської Парламентської Асамблеї (1920—1922), Голова Виконавчого комітету Антифашистського віча народного визволення Югославії (26 жовтня 1942 року — 4 грудня 1943 року), Голова Президії Тимчасової Народної Скупщини (4 грудня 1943 року — 5 березня 1945 року), Голова Президії Народної Скупщини (29 грудня 1945 року — 14 січня 1953 року).
Іван Рибар помер у Загребі в 1968 році, у віці 87 років.